# Coupe du monde féminine de cricket
La Coupe du monde de cricket féminin est la principale compétition internationale de cricket féminin. Elle est disputée au format One-day international (ODI). Elle a été organisée pour la première fois en 1973. Un temps organisée par l’International Women's Cricket Council (IWCC), l'International Cricket Council est chargé de l'organisation de l'épreuve à partir de l'édition 2009. L'Australie a remporté six fois le trophée, un record.

## Historique
La première Coupe du monde de cricket féminin se déroule en 1973 en Angleterre et précède de deux ans son équivalente masculine,. Sous l'influence de la capitaine de l'équipe d'Angleterre Rachael Heyhoe-Flint, l'homme d'affaires Sir Jack Hayward crée la compétition et y investit 40 000 £. Sept équipes y participent, et la sélection locale remporte l'épreuve face aux Australiennes.

## Palmarès
| Année | Hôte(s)          | Vainqueur                          | Finaliste                            | Résultat de la finale                         |
| ----- | ---------------- | ---------------------------------- | ------------------------------------ | --------------------------------------------- |
| 1973  | Angleterre       | Angleterre 20 points               | Australie 17 points                  | Victoire de l'Angleterre                      |
| 1978  | Inde             | Australie 6 points                 | Angleterre 4 points                  | Victoire d'Australie                          |
| 1982  | Nouvelle-Zélande | Australie 152/7 (59 séries)        | Angleterre 151/5 (60 séries)         | Victoire de l'Australie par 3 guichets        |
| 1988  | Australie        | Australie 129/2 (44,5 séries)      | Angleterre 127/7 (60 séries)         | Victoire d'Australie par 8 guichets           |
| 1993  | Angleterre       | Angleterre 195/5 (60 séries)       | Nouvelle-Zélande 128 (55,1 séries)   | Victoire de l'Angleterre par 67 courses       |
| 1997  | Inde             | Australie 165/5 (47,4 séries)      | Nouvelle-Zélande 164 (49,3 séries)   | Victoire de l'Australie par 5 guichets        |
| 2000  | Nouvelle-Zélande | Nouvelle-Zélande 184 (48,4 séries) | Australie 180 (49,1 séries)          | Victoire de la Nouvelle-Zélande par 4 courses |
| 2005  | Afrique du Sud   | Australie 215/4 (50 séries)        | Inde 117 (46 séries)                 | Victoire de l'Australie par 98 courses        |
| 2009  | Australie        | Angleterre 167/6 (46,1 séries)     | Nouvelle-Zélande 166 (47,2 séries)   | Victoire de l'Angleterre par 4 guichets       |
| 2013  | Inde             | Australie 259/7 (50 séries)        | Indes occidentales 145 (43,1 séries) | Victoire de l'Australie par 114 courses       |
| 2017  | Angleterre       | Angleterre 228/7 (50 séries)       | Inde 219 (48,4 séries)               | Victoire de l'Angleterre par 9 courses        |
| 2022  | Nouvelle-Zélande | Australie 356/5 (50 séries)        | Angleterre 285 (43,4 séries)         | Victoire de l'Australie par 71 courses        |

## Équipes
| Équipe                | 1973 | 1978 | 1982 | 1988 | 1993 | 1997 | 2000 | 2005 | 2009 | 2013 | 2017 | 2022 |
| --------------------- | ---- | ---- | ---- | ---- | ---- | ---- | ---- | ---- | ---- | ---- | ---- | ---- |
| Afrique du Sud        | NC   | NC   | NC   | NC   | NC   | QF   | DF   | 6e   | 7e   | 6e   | DF   | DF   |
| Angleterre            | 1    | 2    | 2    | 2    | 1    | DF   | 5e   | DF   | 1    | 3    | 1    | 2    |
| Angleterre jeunes     | 7e   | NC   | NC   | NC   | NC   | NC   | NC   | NC   | NC   | NC   | NC   | NC   |
| Australie             | 2    | 1    | 1    | 1    | 3    | 1    | 2    | 1    | 4e   | 1    | DF   | 1    |
| Bangladesh            | NC   | NC   | NC   | NC   | NC   | NC   | NC   | NC   | NC   | NC   | NC   | 7e   |
| Danemark              | NC   | NC   | NC   | NC   | 8e   | 1T   | NC   | NC   | NC   | NC   | NC   | NC   |
| Inde                  | NC   | 4e   | 4e   | NC   | 4e   | DF   | DF   | 2    | 3    | 7e   | 2    | 5e   |
| Indes occidentales    | NC   | NC   | NC   | NC   | 6e   | 1T   | NC   | 5e   | 5e   | 2    | 1T   | DF   |
| Équipe internationale | 4e   | NC   | 5e   | NC   | NC   | NC   | NC   | NC   | NC   | NC   | NC   | NC   |
| Irlande               | NC   | NC   | NC   | 4e   | 5e   | QF   | 7e   | 8e   | NC   | NC   | NC   | NC   |
| Jamaïque              | 6e   | NC   | NC   | NC   | NC   | NC   | NC   | NC   | NC   | NC   | NC   | NC   |
| Nouvelle-Zélande      | 3    | 3    | 3    | 3    | 2    | 2    | 1    | DF   | 2    | 4e   | 1T   | 6e   |
| Pakistan              | NC   | NC   | NC   | NC   | NC   | 1T   | NC   | NC   | 6e   | 8e   | 8e   | 8e   |
| Pays-Bas              | NC   | NC   | NC   | 5e   | 7e   | QF   | 8e   | NC   | NC   | NC   | NC   | NC   |
| Sri Lanka             | NC   | NC   | NC   | NC   | NC   | QF   | 6e   | 7e   | 8e   | 5e   | 7e   | NC   |
| Trinité-et-Tobago     | 5e   | NC   | NC   | NC   | NC   | NC   | NC   | NC   | NC   | NC   | NC   | NC   |